# Ringartefakt
Ringartefakte sind konzentrisch angeordnete, exakt kreisförmige abwechselnd dunkler und heller erscheinende Ringe in einem durch ein bildgebendes Verfahren erzeugten Bild. Sie täuschen abwechselnd strahlendichtere und strahlentransparentere ringförmige Bereiche vor. 
Ringartefakte gehören zu technisch-systematischen Fehlern und sind von stochastischen Einflüssen (Rauschen) zu unterscheiden.

## Allgemeines
Ringartefakte (englisch ring artifact oder ring artefact) spielen vor allem in der medizinisch-radiologischen Diagnostik bei  der Computertomographie, Sonografie, Mikro-CT, PET und SPECT eine Rolle. Mitunter sind nicht vollständige Ringe zu sehen, sondern nur konzentrische Kreissegmente sichtbar. Bei ringförmigen Artefakten in der Ultraschalldiagnostik wird auch von aura signs gesprochen. Exakt konzentrische, ringförmige Strukturen sind beim Menschen unbekannt, sodass diese konzentrischen Artefakte in der Regel gut erkennbar sind. Allenfalls können jedoch Innenwand und Außenwand tangential von der Strahlung getroffener große Gefäße oder Bronchien mitunter ringartefaktähnliche Korrelate haben.
Der Mittelpunkt der Artefakte (=Mittelpunkt der konzentrischen Kreise) stimmt mit der Rotationsachse des Scanners überein. Der Effekt ist prinzipiell in der Nähe des Mittelpunktes der Ringe am deutlichsten sichtbar.
Ringartefakte sind insbesondere bei CT-Scannern der sogenannten dritten Generation (ab 1974) zu beobachten und beschleunigten die Einführung von Geräten der vierten Generation sowie weiterer Entwicklungen; so verbesserte die Einführung des Spiral-CTs diesbezüglich weiter die Bildqualität. Eine optimale Kalibrierung der Scanner sorgt für ein weitgehend fehlerfreies Bild.
In seltenen Fällen können Ringartefakte zu falschen Befunden und Fehldiagnosen führen. Sie beeinträchtigen aber in jedem Falle eine Beurteilung und sind daher Gegenstand der Forschung und Ausbildung.

## Ursachen
Ringartefakte werden durch verschiedene Mechanismen verursacht, denen ein gain error, als fehlerhafte oder von der Norm abweichende Empfindlichkeit einzelner Sensoren gemeinsam ist. 
- Ein defekter einzelner Sensor in einem CT-Scanner führt automatisch zu einem deutlich erkennbaren Ringartefakt.
- Die unterlassene Kalibrierung, die in regelmäßigen Abständen erfolgen muss, kann zu weniger deutlich sichtbaren Ringartefakten meist komplexer Art führen. In diesem Falle sind Signalfehler (gain errors oder gain drifts als Empfindlichkeitsunterschiede einzelner Sensoren) vorhanden und nicht ausreichend durch Kalibrierung an einem Phantom (oder Luft) kompensiert.
- Änderungen der Linearität von einzelnen Sensoren mit der Zeit.
- Empfindlichkeitsänderungen einzelner Sensoren durch Alterung.
- Temperatureinflüsse

Eine hohe Empfindlichkeit und eine höchstmögliche räumliche Auflösung erhöhen die Wahrscheinlichkeit dieser technisch bedingten Artefakte.

## Erkennung/Ausschluss von Ringartefakten
Im Zweifelsfall ergibt ein zeitgleiches anderes bildgebendes Verfahren Aufschluss (zum Beispiel Vergleich CT-MRT). Durch eine Wiederholung einer CT-Untersuchung bei gleichzeitiger seitlicher Verlagerung des Patienten ließe sich ein Ringartefakt beweisen. Da eine CT-Untersuchung jedoch für den Patienten eine sehr hohe Strahlenbelastung darstellt, verbietet sich in der Regel jegliche kurzfristige Wiederholung einer CT-Untersuchung. 
Ringartefakte sind über mehrere Schichten hinweg beobachtbar, was auf biologische Strukturen in der Regel nicht zutrifft.
Deutlich eingedellte ringförmige Strukturen und mehrere seitlich versetzte ringförmige Strukturen ohne gemeinsamen Mittelpunkt sind kein Anzeichen für Ringartefakte.